# 8 Flora
Flora (asteroide 8) é um grande asteroide da cintura principal. A sua superfície é muito refletiva (brilhante) e a sua composição é de uma mistura de rocha de silicatos com níquel e ferro.
Flora é o maior membro da família de asteroides Flora, um remanescente de um corpo celeste maior que sofreu uma colisão violenta.
Flora foi descoberto a 18 de Outubro de 1847 por John Russell Hind do Reino Unido. O nome provém da deusa romana Flora, deusa das flores e dos jardins e mãe da primavera.